# Pierre Teilhard de Chardin
Pierre Teilhard de Chardin (Kasteel Sarcenat bij Clermont-Ferrand, 1 mei 1881 – New York, 10 april 1955) was een Franse pater jezuïet, natuurwetenschapper en theoloog. 
Teilhard de Chardins leven stond in het teken van zijn behoefte het christelijk geloof in overeenstemming te brengen met de evolutietheorie. Daartoe formuleerde hij een speculatieve theorie, die hij zelf aanduidde met het neologisme hyperfysica of hyperbiologie. Teilhard was zich ervan bewust dat hij zich tussen twee vuren begaf. Vanuit de wetenschap werd hij beticht van pseudowetenschap, en vanuit het katholiek leergezag van ketterij. Juist zijn volharding in deze tussenpositie wekte de bewondering van veel gelovigen, die ernaar snakten dat het christendom in een modern-wetenschappelijke wereld niet meer als reactionair werd ervaren.

## Levensloop

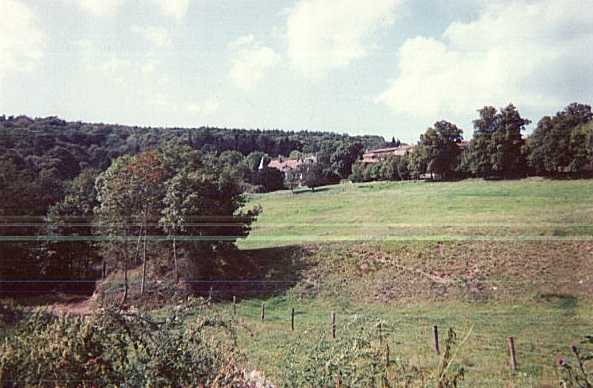
Teilhard de Chardins ouderlijk huis

Pierre Teilhard de Chardin werd in 1881 geboren uit een adellijke Franse familie. Op achttienjarige leeftijd werd hij lid van de jezuïetenorde. Omdat in 1904, ten tijde van de Derde Franse Republiek, de jezuïeten uit Frankrijk werden verbannen, zette Teilhard de Chardin zijn filosofische en theologische studies voort op het Engelse Kanaaleiland Jersey. Van 1905 tot 1908 doceerde hij natuur- en scheikunde aan het jezuïetencollege in Caïro. Daarna werd hij overgeplaatst naar Sussex, Engeland, waar hij zich verder bekwaamde in de geologie en de paleontologie. In 1911 werd hij in Hastings tot priester gewijd.
Teilhard de Chardin speelde een rol bij de ontdekking van de Piltdown-mens. Hij vond een hoektand van Eoanthropus dawsoni, terwijl hij tijdens zijn verblijf in Sussex de amateur-antropoloog Charles Dawson assisteerde tijdens diens opgravingen in Piltdown. De Piltdown-man bleek uiteindelijk een grove vervalsing te zijn. Men heeft wel verondersteld dat Teilhard de Chardin een grap met Dawson heeft willen uithalen. Opmerkelijk is dat de jezuïet na de vondst nauwelijks meer aandacht aan de resten heeft besteed en er niet over heeft gepubliceerd. Het is mogelijk dat Teilhard de Chardin niet zelf de dader was, maar wist wie het wél was. Als priester zou hij zich echter niet geroepen hebben gevoeld de beschuldigende vinger naar iemand uit te steken. Tegenwoordig wordt meestal aangenomen dat Dawson, die aantoonbaar zijn carrière op vervalsingen gebouwd had, als de meest waarschijnlijke dader kan worden aangemerkt.
Tijdens de Eerste Wereldoorlog deed Teilhard de Chardin dienst als frontbrancardier in het Franse leger. In 1922 werd hij professor in de geologie in Parijs. Hij was deelnemer aan talrijke wetenschappelijke expedities naar Azië en Afrika. In 1928 behoorde hij tot het onderzoeksteam dat in China de hominide Sinanthropus pekinensis ontdekte. Teilhard de Chardin zou met tussenpozen tot 1937 in China werken.

## Wereldbeeld van Teilhard de Chardin

### Verinnerlijking
Een van Teilhards stellingen is dat de natuur kan 'verinnerlijken', een term die uit de mystiek afkomstig is. De materie beschikt namelijk over een ‘binnenkant’, die Teilhard de Chardin ook wel het ‘psychisme’ noemt. Alle verschijnselen in de wereld herbergen dit psychisch element, zij het in verschillende concentraties. Deze verinnerlijkende energie is volgens Teilhard de stuwende kracht van de evolutie. Ze heeft geleid tot drie ‘geboorten’: de 'kosmogenese' - het ontstaan van het heelal, de 'biogenese' - de 'sprongmutatie' van levenloze tot levende stof, en de 'noögenese' - de sprongmutatie naar zelfbewustzijn. Met de noögenese ontstaat het verschijnsel mens, de soort die door biologen Homo sapiens genoemd wordt.
De klaarblijkelijke verschillen tussen deze stappen vergelijkt Teilhard de Chardin als het verwarmen van een vaste stof: eerst wordt de stof alleen warmer, het smelten volgt pas na verloop van tijd. De vloeistof gedraagt zich heel anders dan de eerdere vaste stof, maar bestaat uit dezelfde moleculen. Voor de overgang naar de gasfase geldt hetzelfde.

### Omegapunt
Door de kracht van de verinnerlijking is de soort Homo sapiens volgens Teilhard de Chardin uitgestegen boven het dierlijke niveau. Dat wil zeggen dat de mens als denkend wezen met zijn mogelijkheid tot reflectie in staat is de kosmos én zichzelf te overstijgen. Maar deze nieuwe levensvorm is niet het einde van het evolutieproces. Volgens Teilhard de Chardins hyperfysische beschouwingen is de mensheid op weg naar een steeds hechter wordende sociale eenheid.
Een eerste stap op deze weg is al gezet. Als eerste soort is de mens erin geslaagd vanuit zijn ontstaansgebied in verschillende stromen de wereld te koloniseren, zonder in verschillende soorten uiteen te vallen.
Tot een volgende stap worden we uitgenodigd door het gegeven dat de wereldbol wel onbegrensd is (je kunt in een bepaalde richting altijd verder) maar niet oneindig (verdergaan betekent op een gegeven moment over een weg gaan die je eerder ging). Uiteindelijk zal die ontwikkeling volgens Teilhard de Chardin uitmonden in een onvatbaar eindpunt van al het aardse bestaan. Dit moment noemde hij het omegapunt, dat overeenkomt met de apocalyps.

### Christogenese
Hier komt volgens Teilhard de Chardin de christelijke leer om de hoek kijken: het punt omega is volgens hem de toestand van de door Christus verloste mensheid. De mensen hebben zich zodanig verinnerlijkt dat zij het mystieke lichaam van Christus zijn geworden. Dat is volgens Teilhard de Chardin pas mogelijk nadat de schepper zichzelf aan het evolutieproces onderhevig maakt, door mens te worden in de vorm van Jezus Christus. Teilhard noemt dat christogenese. Krachtens Zijn onderdompeling in de schoot der wereld, zijn de grote wateren der materie, zonder huivering, met leven geladen. En tegelijkertijd is door de aanraking met Christus het heelal één onoverzienbare Hostie geworden. - volgens Teilhard de Chardin in zijn opstel La Messe sur le Monde uit 1923.

## Invloed

### Cultstatus
Vooral in de jaren na zijn dood werd Teilhard de Chardin een cultfiguur. Zijn aanhangers beschouwden hem als geniale visionair, die precies aanvoelde welke vragen er bij veel van zijn tijdgenoten leefden. In zijn boek Le Milieu Divin ('Het Goddelijk Milieu') schreef Teilhard: Is de Christus van de evangeliën, die men zich voorstelt en liefheeft binnen de afmetingen van een mediterrane wereld, nog in staat ons buitensporig vergroot heelal te omvatten en er het middelpunt van te vormen? Is de nieuwe wereld niet op weg groter en schitterender te worden dan de Bijbelse Jahweh? Zal die wereld onze godsdienst niet vernietigen en onze God verduisteren? Nee, antwoordde Teilhard, waarop hij vervolgens trachtte aan te tonen dat wetenschappelijke inzichten helemaal niet fataal waren voor het christelijk geloof, zolang de verkondiging van dat geloof werd aangepast aan het nieuwe evolutionaire wereldbeeld. Wellicht de meest indringende samenvatting van zowel zijn paleontologische als zijn theologische onderzoek is te vinden in Het verschijnsel mens (Le phénomène humain), dat na zijn dood veel vertalingen en herdrukken beleefde.
De vaak geciteerde uitspraak van de evolutiebioloog Theodosius Dobzhansky: Nothing in biology makes sense except in the light of evolution (Niets in de biologie is begrijpelijk behalve in het licht van de evolutie) is ontleend aan een zin uit Het verschijnsel mens: [Evolutie is] Een algemene voorwaarde waarnaar voortaan alle theorieën, alle hypothesen, alle systemen zich moeten voegen, waaraan zij moeten beantwoorden, willen zij denkbaar zijn en waar zijn. Een licht dat alle feiten bestraalt, een curve waarmee alle lijnen moeten meegaan. (p.182) Dobzhansky is als christen ook sterk door de ideeën van Teilhard beïnvloed.

### Invloed op de Kerk

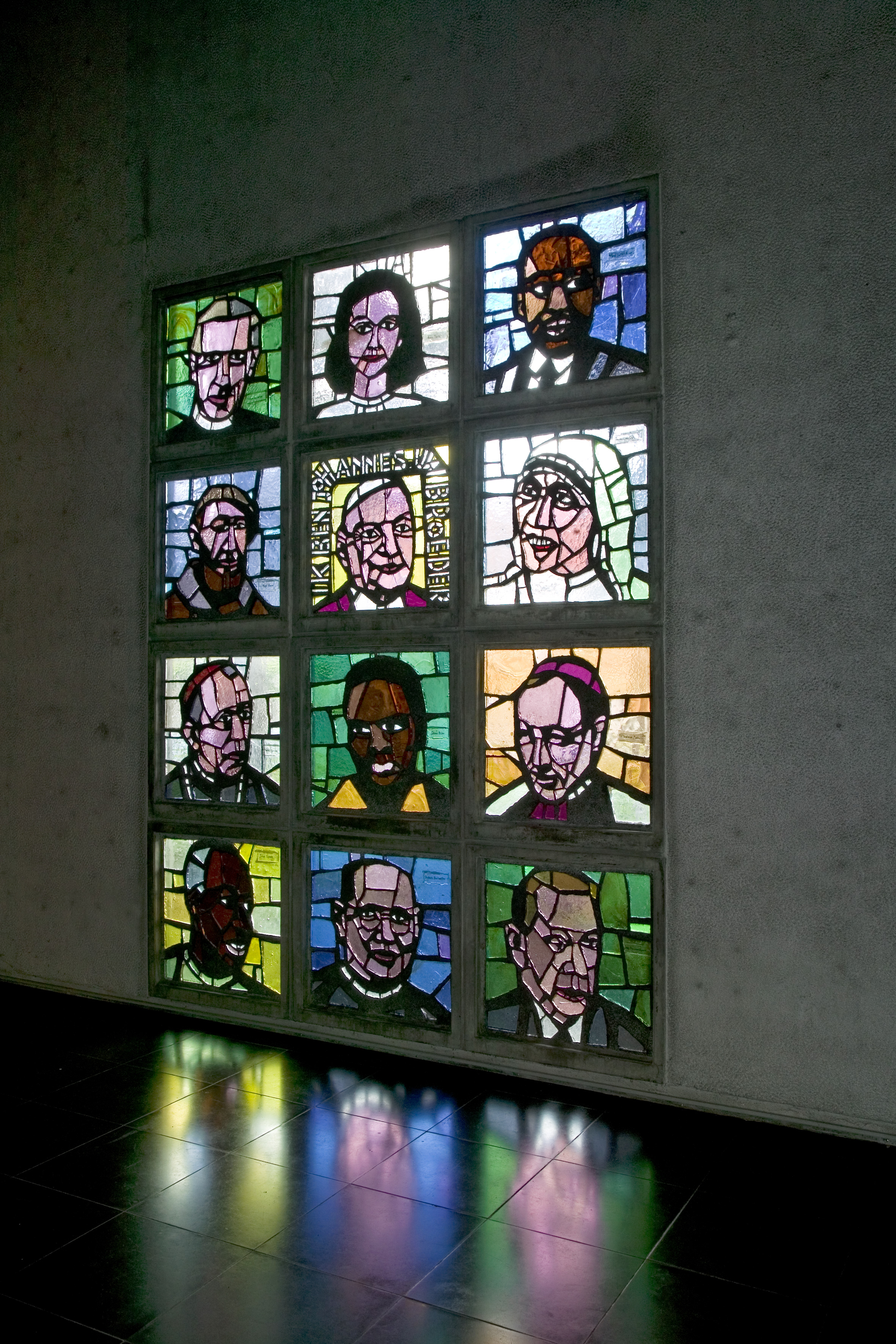
Teilhard d.C.(linksboven) als moderne heilige in de Sint-Annakerk (Heerlen)

Het naoorlogse vooruitgangsdenken sloot naadloos aan bij zijn ideeën. Zijn nadruk op de positiviteit van de wereld zou volgens sommige kerkhistorici de sfeer van het Tweede Vaticaans Concilie hebben beïnvloed.
In 1950 vaardigde Paus Pius XII de anti-modernistische encycliek Humani Generis uit, waarin hij veel leerstellingen van Teilhard de Chardin veroordeelde. De werken van de Jezuïet moesten uit de bibliotheken van de seminaries worden verwijderd. Dit zou later echter slechts van korte duur blijken te zijn. Zulke zaken konden in de maatschappelijke, naoorlogse sfeer van emancipatie en democratisering niet meer door censuur per pauselijke oekaze worden geregeld.
Maar voor de persoon Teilhard de Chardin was het kwaad geschied. De Franse Jezuïet werd 'verbannen' naar Amerika. Daar mocht hij van de katholieke hiërarchie nog wel denken, maar niet meer publiceren, en geen conversaties meer voeren over al wat er voor hem toe deed. Die laatste levensjaren waren voor Teilhard een smartelijke periode. Op 30 juni 1962, enkele maanden voor de opening van het Tweede Vaticaans Concilie, vaardigde een dicasterie van het Vaticaans leergezag, de H. Officie onder leiding van prefect Alfredo kardinaal Ottaviani,  het volgende waarschuwingsbericht uit: 
“Er wordt een aantal werken van pater Petrus Teilhard de Chardin verspreid, ook na de dood van de schrijver uitgegeven, die een niet gering succes oogsten. Zonder een oordeel te vellen over zaken die de wetenschap betreft, is het voldoende duidelijk, dat op het gebied van filosofie en theologie het in deze werken wemelt van zodanige dubbelzinnigheden, ja zelfs ernstige dwalingen, dat zij in botsing komen met de katholieke geloofsleer. Daarom sporen de hoogwaardige en eerwaardige Vaders van de Hoogste Congregatie van het Heilig Officie (tegenwoordig: Congregatie voor de Geloofsleer) alle bisschoppen, de oversten van de religieuze instituten, de rectoren van de seminaries en de bestuurders van de universiteiten aan om de geesten, vooral van de jongeren, te vrijwaren van de gevaren van de werken van pater Teilhard de Chardin en zijn volgelingen.”
Wat vreesde het Vaticaan aan Teilhards geschriften? Allereerst dat hij aansluiting zocht bij de evolutietheorie. In de periode voorafgaand aan Vaticanum II beschouwde het leergezag het pure Darwinisme immers als een bedreiging voor het 'geloof in God als Schepper', het zogenaamde  creationisme, of op zijn minst voor het Scheppingsidee. Maar het zijn vooral Teilhards bespiegelingen over het kwaad en de zonde die voor de katholieke hiërarchie niet door de beugel konden. Vooral hierom vaardigde Pius XII de veroordeling van het 'teilhardinisme' uit. Teilhard de Chardin zou het morele kwaad hebben gereduceerd tot een noodzakelijk kwaad, een “evolutionair afvalproduct”. De zonde is in zijn ogen 'de menselijke ervaring van de Veelheid'. "Veelheid" is bij Teilhard een 'hyperfysische term' voor de dynamische toestand waarin het evolutieproces nu eenmaal noodzakelijkerwijs verkeert. Het doel van de evolutie is het Punt Omega, een eindtoestand waarin de Schepping door het proces van verinnerlijking volledig met de Schepper is verenigd. Maar zolang die ultieme Eenheid niet is bereikt is er Veelheid. Het katholiek leergezag vond dit in strijd met de Openbaring. Zonde is het gevolg van het vrijwillig ingaan tegen Gods geboden, en geen evolutionaire toestand van de gehele Kosmos na de noögenese, zoals Teilhard de Chardin leerde.

## Rehabilitatie?
Op 24 juli 2009 gaf paus Benedictus XVI in een preek in Aosta voedsel aan het idee dat het leergezag misschien wel tot een rehabilitatie van Teilhard de Chardin zou overgaan. Hij nam gedachten over die rechtstreeks ontleend zijn aan Teilhards meditatie over de kosmos als hostie: Dit is ook het grote visioen van Teilhard de Chardin: op het eind zullen wij een waarlijk kosmische liturgie beleven waarin de kosmos een levende hostie wordt, aldus de paus in 2009.. Speculaties over een op handen zijnde rehabilitatie in diverse Italiaanse kranten werden door het Vaticaan afgedaan: Teilhard was niet heterodox en er was dan ook geen reden voor 'rehabilitatie'. Dat mocht verbazen na de doceer- en publicatieverboden waar Teilhard mee te kampen had. Zelf mocht hij het volgens hem veel belangrijkere genoegen smaken dat zijn laatste vrome wens wél in vervulling ging: sterven op Paaszondag (1955). De laatste tijd (volgend op het citeren door de paus) gaan er in België regelmatig geluiden op die vooruit wijzen naar een mogelijke rehabilitatie. In Nederland is de Kerk wat gereserveerder gebleven.